# Geografía de Sudán del Sur

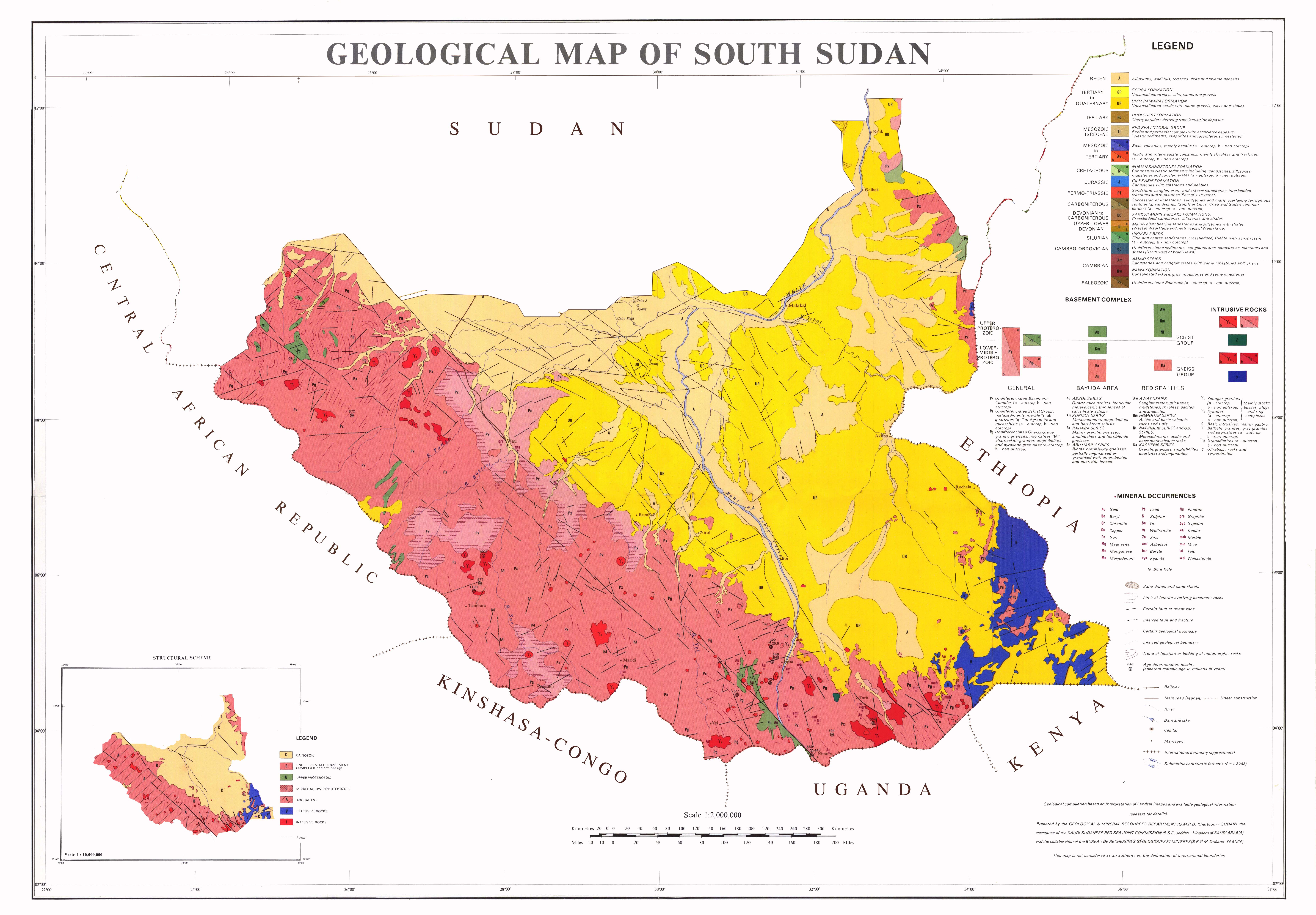
Mapa geológico de Sudán del Sur

Mapa topográfico del país.

Sudán del Sur está localizado en África Oriental. Es un país sin salida al mar con frontera con seis países. En el sentido de las agujas del reloj: Sudán, al norte; Etiopía, al este; Kenia, Uganda y República Democrática del Congo al sur, y la República Centroafricana al oeste. Su punto más alto es el monte Kinyeti con 3187 m s. n. m. Hasta el 9 de julio de 2011 era parte de Sudán, entonces el mayor país en extensión de África, hasta la celebración del referéndum de independencia que tuvo lugar en enero de 2011.

## Relieve
Las grandes llanuras y mesetas de Sudán del Sur son drenadas por el Nilo Blanco, que lo atraviesa de sur a norte a través de toda su extensión por el centro-este del país. El río entra en el país por el sur procedente del lago Alberto, a unos 600 m de altitud. Entre esta frontera y Malakal, es conocido como Al-Jabal o Bar-el-Jebel. Después de Yuba y antes de recibir al río el Ghazal, al norte del país, forma una inmensa zona pantanosa de 320 km de ancho por 400 km de largo en una zona llana y arcillosa conocida como Sudd, a unos 400 m de altitud. En esta zona de pantanos, lagunas, lagos y canales ocluidos crecen los papiros y los jacintos de agua y se ha creado una reserva de caza donde desemboca el río Bahr el-Zeraf. Debido al calor, se pierde más de la mitad del agua por evaporación.
Al oeste del país, la meseta de Ironstone forma parte de la divisoria Congo-Nilo, que separa las cuencas de los ríos Nilo y Congo, en las fronteras de la República Centroafricana y la República Democrática del Congo. De esta inmensa región que se halla entre 800 y 900 m de altitud, formada por inselbergs, con profundos valles y muy deforestada, fluyen la mayoría de afluentes del río el Ghazal, que desemboca en el Nilo por el oeste, en el lago No. 
En el sur, cerca de las fronteras con Uganda, Kenia y Etiopía, en la región de Ecuatoria Oriental, se encuentran las montañas más altas. Al oeste del Nilo, la sierra paralela al río que procede de la de Otze, en Uganda, alcanza los 1000 m, pero las montañas más altas se hallan al este del gran río: las montañas Imatong, con el monte Kinyeti (3187 m), el más alto del país; el monte Lotuke (2963 m) entre Uganda y Kenia, los montes Didinga y el monte Naita (2739), al sudeste, en la frontera con Etiopía. Las mesetas de Lomareng y Boma, al norte de estas montañas, dan paso en el este a la cuenca del río Sobat, que desemboca en el Nilo Blanco poco después del río el Ghazal, cerca de Malakal, dando lugar a una zona llana y pantanosa al nordeste del país.

Mapa de las zonas afectadas por el Rift durante el mesozoico y el Terciario en África Oriental

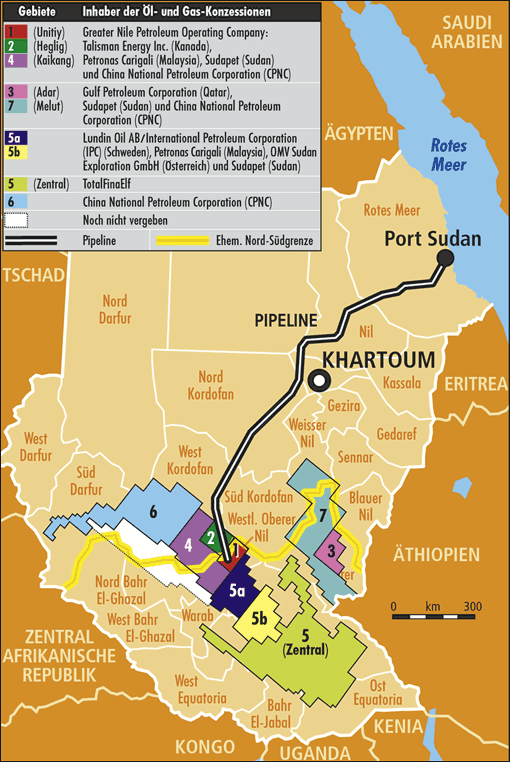
Pozos de petróleo entre Sudán y Sudán del Sur, zona de conflicto.

En cuanto a la geología, Sudán del Sur está atravesado por una rama del Rift de África Oriental que incluye las cuencas de Muglad y Melut, que poseen grandes reservas petrolíferas en la frontera con Sudán y han provocado graves conflictos. Los campos petrolíferos se encuentran en el centro y este del país, una inmensa zona aluvial formada por sedimentos recientes y del Terciario y el cuaternario, con arcillas y gravas no consolidadas. En la cuenca de Melut, en la frontera con Etiopía, se encuentran los campos petrolífero de Palogue, explotado por la Corporación Nacional de Petróleo de China, y Adar, explotado por Chevron. En la cuenca de Muglad, zona donde se unen los ríos Jebel y Ghazal, destacan los pozos petrolíferos de Unity (Chevron), Fula (Chevron) y Block 5A (Petronas). En cualquier caso, los conflictos hacen que la producción sea irregular de año en años, así como los consorcios que explotan los yacimientos.
Toda la franja occidental del país, la meseta de Ironstone y las montañas del sur están formadas por rocas cámbricas intrusivas, básicamente granito y gneiss con algún afloramiento de esquistos. En el sudeste, en las mesetas de Loma y Bomareng, hay rocas volcánicas del mesozoico al Terciario del tipo serpentinita.
Una explotación artesanal de oro de da en Nanakanak, en Ecuatoria Oriental, donde se estima que trabajaban unas 60.000 personas en 2014, aunque en 2013, el Gobierno entregó la concesión a la empresa británica Equator Gold ltd.

## Clima

Clasificación Köppen de climas de Sudán del Sur. El azul indica clima tropical de sabana; el calabaza, semiárido, y el rojo, cálido y desértico.

El clima de Sudán del Sur está determinado por las oscilaciones hacia el norte y el sur de las masas de aire seca del norte y húmeda del sur, dentro de un contexto de clima tropical entre el ecuador terrestre y el trópico de Cáncer.
En invierno, una masa de aire frío y seco se desplaza desde el norte hacia el sur y apenas llueve, una nube de polvo cubre el cielo, sobre todo en el norte, las temperaturas oscilan entre los 40 °C y los 8-10 °C. Entre febrero y abril es cuando hace más calor, con picos de 45 °C en el centro y más suave en la zonas altas del oeste. En abril, una masa de aire más cálido y marítimo empieza a desplazarse hacia el norte, provocando una temporada de lluvia que varía con la latitud y que puede alargarse hasta diciembre. En general, las lluvias oscilan entre 800 y 1100 mm, con un mínimo en invierno y un máximo en agosto, tanto en las llanuras del interior (400-600 m) como en las zonas altas del sur (600-1000 m). 
La zona más seca se encuentra en el sudeste, en la frontera con Kenia, una zona disputada, en el triángulo de Ilemi, y en el nordeste, en la frontera con Sudán; en ambas zonas caen menos de 700 mm anuales. En Malakal, en el norte-nordeste, caen 730 mm en 68 días, sin lluvias entre noviembre y abril y con máximas de casi 39 °C en marzo y abril.
La zona más húmeda se encuentra en el sudoeste, en la frontera con la República Democrática del Congo, donde caen más de 1500 mm, y en las montañas Imatong, en la frontera con Uganda. En Yambio, en Ecuatoria Occidental, cerca del Congo, caen 1455 mm en 133 días, con máximos cercanos a 200 litros entre mayo y octubre.
En Yuba, en el sur, a 500 m de altitud, caen 960 mm en 108 días, con más de 100 litros entre mayo y octubre, y menos de 5 en diciembre y enero. Las temperaturas oscian entre los 37 °C de las medias máximas en febrero y mayo y las 19 °C de las mínimas en invierno.

## Hidrografía

Principales ríos y lagos del país.

El llamado país de los ríos por el geógrafo francés Eliseo Reclus en el siglo XIX, está recorrido de sur a norte por el río Bahr el-Jebel (el río de las montañas), denominación del Nilo Blanco entre la frontera con Uganda) y la desembocadura del río Bar-el-Ghazal (el río de las gacelas), al norte. Una treintena de ríos forman una densa red fluvial en el centro del país que aparecen y desaparecen al ritmo de las estaciones.
El río Bar-el-Ghazal serpentea a lo largo de más de 700 km de oeste a este desde la frontera de la República Centroafricana, recogiendo el agua de la divisoria Congo-Nilo, formada aquí por la meseta de Ironstone, hasta encontrarse con el futuro Nilo en el lago No. Tiene seis afluentes, entre ellos, el más largo, río el-Arab, que viene del noroeste, de los montes Marra, en Sudán, y desemboca poco antes de la ciudad de Bentiu. Los otros afluentes se denominan, de norte a sur: Boro, Pongo, Wau, Sue e Ibba. La unión de los ríos Wau y Sue en la ciudad de Wau da lugar al río el Ghazal.
El río Bar el-Jebel, entra en Sudán del Sur al norte de la ciudad de Nimule, en la frontera con Uganda, se dirige hacia el norte y atraviesa una serie de rápidos para bajar de 600 a 450 m antes de entrar en la llanura y en los vastos pantanos de la región de Sudd. Al atravesar la capital, Yuba, su caudal tiene una media de 1050 m³/s. Al norte de Yuba, en Mongalla, el río se divide en numerosos brazos obstruidos por los pantanos. Uno de los brazos, Bahr el-Zeraf, recorre unos 500 km antes de encontrarse con el río Bar-el-Ghazal en Tonga. 
El río Bar el-Jebel acaba en el lago No, que tiene una superficie de 100 km² y apenas 1,5 m de profundidad. Poco después, por la derecha, se une el río Sobat, formado por la unión de dos afluentes, los ríos Baro y Pibor, procedentes de la meseta etíope. El Sobat tiene una cuenca de 250 000 km² y proporciona el 14 por ciento del caudal del Nilo. Sus sedimentos, de color blanco, dan nombre al Nilo Blanco, que adquiere este nombre desde este lugar, cerca de Malakal. Uno de los afluentes del Sobat, el río Pibor, ocupa toda la parte sudoriental de Sudán del Sur, nace en el monte Naita y tras las mesetas de Boma y Lomareng entra en la gran llanura del interior del país, donde da lugar, en su parte oriental, a los humedales de Kobowen y Kenamuke, protegidos en el Parque nacional de Boma y limitados al este por el río Akobo, cuya cuenca forma el límite entre Etiopía y Sudán del Sur. 
El río Pibor acaba uniéndose al río Baro, que procede de Etiopía y entre ambos le dan su verdadero caudal al río Sobat. Al norte del río Baro, en la provincia del nordeste llamada Alto Nilo, los afluentes del Baro por el norte dan lugar a las marismas de Machar, drenadas en parte por el río Adar, que desemboca en el Nilo Blanco por Melut.
Unos 350 km más al norte de su unión con el río Sobat, el Nilo Blanco entra en Sudán.
Los pantanos del Sudd oscilan entre 30 000 km² y 130 000 km² en la estación de las lluvias. La mitad del caudal de los diferentes brazos del río se pierde por evaporación y existe cierta contaminación por petróleo.
En 1978 se inició la construcción de un canal, el canal de Jonglei, para evitar que el Nilo Blanco recorriera el pantano de Sudd, se dispersara por las finas arcillas de la región y perdiera la mitad del agua por evaporación, pero solo se habían construido 240 km de los 360 km necesarios cuando la segunda guerra civil sudanesa detuvo las obras en 1985. Actualmente se discute su continuidad.

## Ecología

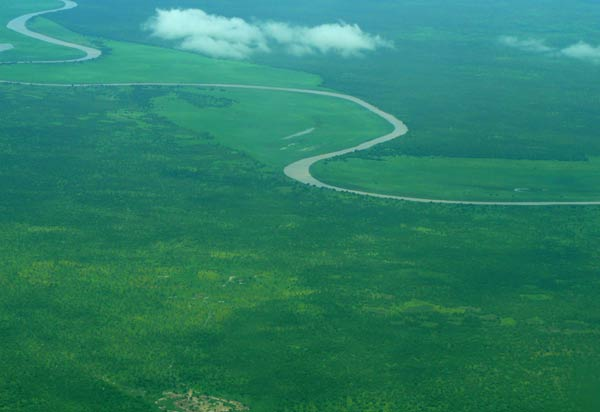
Río Sobat, en Sudán del Sur

En Sudán del Sur se pueden hacer distintas divisiones ecológicas, entre cinco y ocho según los autores. En razón a la composición florística, las precipitaciones y los tipos de suelo se pueden hacer cinco. En líneas generales, el país comprende sabana arbolada húmeda y seca, zona inundable, zonas de montañas y semidesierto.
La sabana seca se da principalmente en el norte, en la parte septentrional del estado de Alto Nilo. La sabana húmeda cubre buena parte del país con excepción de la llanura inundable en torno al Nilo y la zona de las montañas Didinga y las montañas Imatong. La sabana arbolada muy húmeda se divide en dos subzonas: sabana arbolada y sabana arbolada recientemente reconvertida derivada de bosque lluvioso.
Las aguas del Nilo Blanco y sus tributarios fluyen desde las tierras altas de Uganda, República Democrática del Congo, República Centroafricana y Etiopía en la cuenca arcillosa que constituye la mayor parte de Sudán del Sur y forman el mayor humedal continuo del mundo. Según la FAO, solo el 4,3 por ciento de la tierra es cultivada para la producción de alimentos y solo periódicamente. El bosque cubre la tercera parte de los estados de Bar el Gazal Occidental y Ecuatoria Occidental. La sabana seca con matorrales cubre el 39 por ciento del territorio, y en los estados de Junqali, Ecuatoria Oriental y Alto Nilo cubre el 58 por ciento del suelo. Los pastizales cubren el 23 por ciento del territorio, con dos tercios en los estados de Alto Nilo, Junqali, Ecuatoria Oriental y Unidad.
El Banco Africano para el Desarrollo reconoció en Sudán del Sur siete zonas agroecológicas: un cinturón verde en el sur, entre Ecuatoria Occidental y Oriental, donde se practica una agricultura fundada en cultivos como la mandioca, el boniato, el maíz, el mijo, el maní y el  ragi, interrumpidos periódicamente por las incursiones del Ejército de Resistencia del Señor; las colinas y zonas montañosas del sur, que aúnan agricultura (sorgo y cereal según altura) y pastoreo, combinado con la venta de carbón vegetal, leña y madera; una zona de pastoreo, en la esquina seca del sudeste del país, con migraciones estacionales hacia el norte en busca de agua; la zona de la amplia meseta de Ironstone, en los estados de  Warab, Bar el Gazal del Norte y Bar el Gazal Occidental, Lagos, Ecuatoria Occidental y Ecuatoria Central, donde dependen del cultivo de cereales, sorgo, cacahuetes, sésamo y tabaco; la zona de los ríos Nilo y Sobat, con algo de cereales, ganadería y pesca, y las llanuras inundables occidentales, por un lado, y orientales, por el otro, con ganadería principalmente complementada con algo de agricultura, pesca y caza en las llanuras orientales, dependiendo de los cambios en el nivel del agua, incluyendo la actividad petrolífera del estado de Unidad y algunas granjas mecanizadas en el Alto Nilo y en el extremo norte, en la zona de Renk, donde hay regadíos.

### Parques nacionales y áreas protegidas

Áreas protegidas y parques nacionales de Sudán del Sur

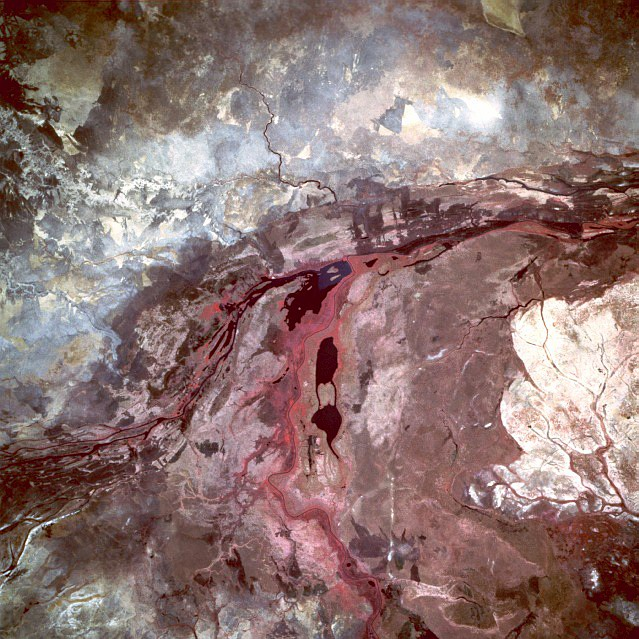
Humedales de Sudd, en Sudán del Sur

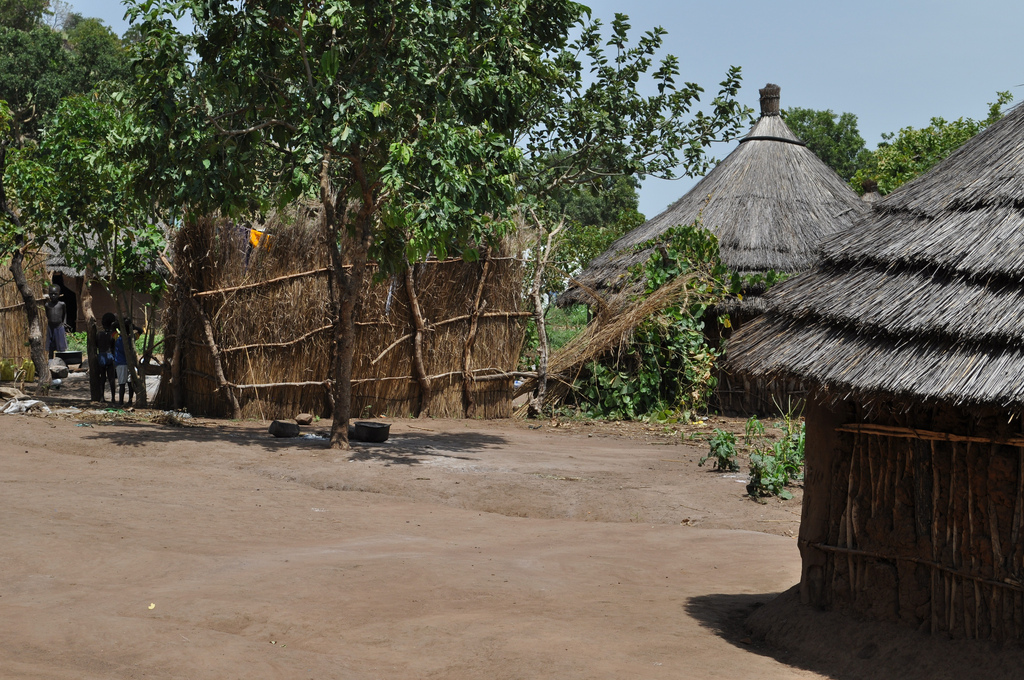
Poblado en Boma

En total, hay protegidos unos 143.000 km² en 23 áreas que comprenden el 15 por ciento del territorio. La mayor área protegida son los humedales de Sudd, que cubren 57.000 km² y es considerado zona Ramsar, con unas 400 especies de aves, 100 especies de mamíferos y 100 especies de peces. En muchas de estas áreas se practica la caza ilegal y la ganadería.
Sudán del Sur posee la sabana virgen más grande de África. En 2010, la Wildlife Conservation Society (WCS) reveló que había observado una de las migraciones de antílopes más grandes del mundo, que comprendía 1,2 millones de cobos de orejas blancas, gacelas de Mongalla y tsessebe común o tiang, que rivaliza con las migraciones del Serengeti. Además, hay en torno a 4.000 elefantes y otras especies como jirafas, búfalos y el endémico cobo o lechwe del Nilo; carnívoros como leones, leopardos y licaones. También se observó que algunas especies habían sido diezmadas durante la guerra civil, como las cebras, el búbalo común o alcéfalo y el búfalo.
En la zonas inundables y pastizales en las riberas de los grandes ríos, se encuentran amplias poblaciones de aves, entre ellos, la grulla coronada cuellinegra, el pelícano rosado, la garcilla bueyera y el jabirú africano.
De las zonas protegidas, seis son Parques nacionales, algunos de ellos solo accesibles mediante avioneta y en cualquier caso peligrosos.
- Parque nacional de Boma, de 22.800 km², desde 1986. Importante por las migraciones de antílopes, especialmente el cobo de orejas blancas. Contiene la mayor concentración del país de mamíferos grandes, entre ellos elefantes, búfalos, leopardos, cebras, guepardo del Sudán, gacela de Grant, kudu menor, bongos, eland gigante, león masái y cobo del Nilo. Entre las aves destacan el buitre moteado y la águila culebrera de pecho negro.
- Parque nacional de Bandingilo, de 10 000 km², entre Ecuatoria Central y Oriental, posee la segunda mayor migración de antílopes después de Serengeti. El raro cobo de orejas blancas (Kobus kob leucotis) emigra entre este parque, el estado de Junqali y Boma.[25]
- Parque nacional de Nimule, de 200 km², en la frontera con Uganda, entre el bosque de Otze y el Nilo (Bar-el-Jebel), con los rápidos de Fula,[26] donde medran elefantes, hipopótamos y cocodrilos, pero también cebras, babuinos, chacales, monos verdes, leopardos, cobos, facoceros y bosboks.[27]
- Parque nacional de Shambe,[28] de 620 km², creado en 1985. Una importante área de aves en los humedales de Sudd.
- Parque nacional de Lantoto, de 760 km², desde 1986, en la frontera con la República Democrática del Congo, donde se une al Parque nacional Garamba, de 4.920 km², con grandes mamíferos y zonas de bosque, pero asediado por las guerrillas.[29]
- Parque nacional del Sur,[30] de 23.000 km², desde 1939. En la base de la meseta de Ironstone, regado por los afluentes meridionales del río el-Ghazal, entre ellos el Gel y el Ibba, que forman un gran humedal. Hay bosques de galería en las zonas bajas, bosque lluvioso en las zonas altas y sabana arbolada. Entre los animales, figuran antílopes acuáticos, cobos, jirafas, rinocerontes, elands, leones, colobos, gálagos, hilóqueros y en algunas zonas marabús y pelícanos.[31]

Además de los parques, en Sudán del Sur hay una decena de reservas de caza: Ashana (900 km²), Bengangai (170 km², zona de aves), Bire Kpatuos (5.000 km²), Chelkou (5.500 km²), Fanikang (480 km²), Juba (200 km²), Kidepo (1.200 km²), Mbarizunga (10 km²), Numatina (2.100 km²) y numerosas áreas de protección de aves. La mayor es la Reserva de caza de Ez Zeraf, tiene 9.700 km² y se encuentra en los pantanos inundables del Nilo. Otras áreas protegidas se encuentran en las montañas Imatong (1000 km²), el lago Ambadi (1.500 km² de zona protegida) y el lago No (1000 km²)

## Recursos naturales

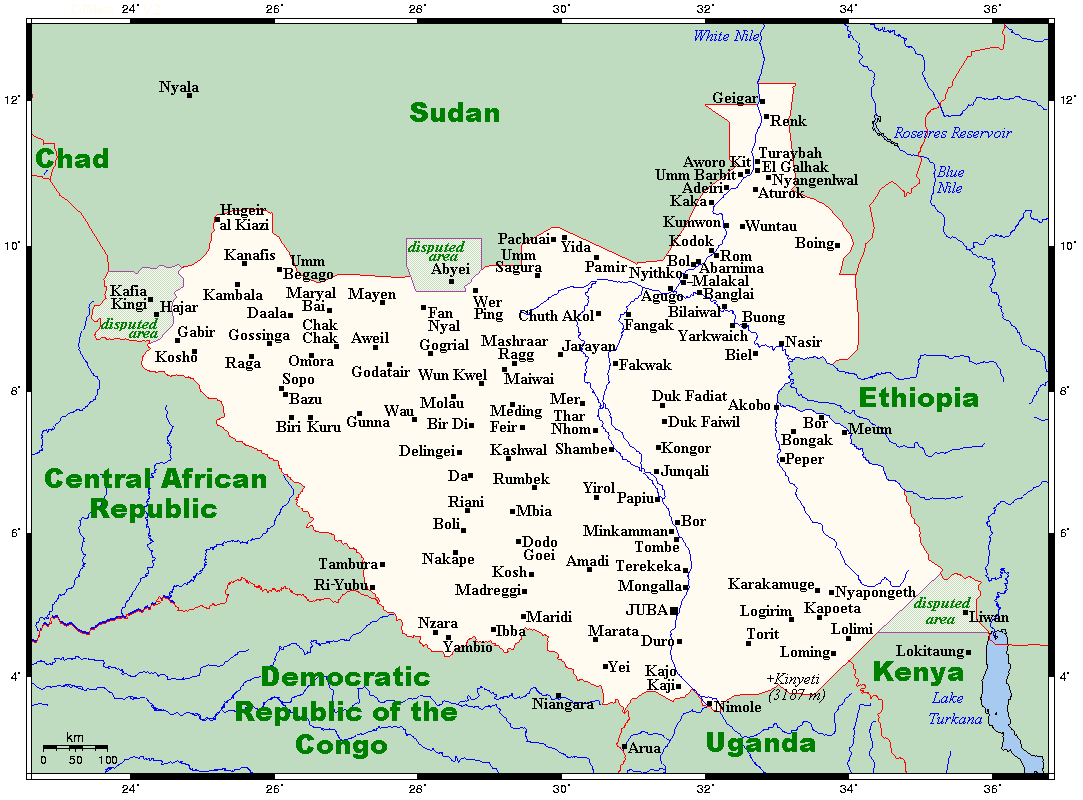
Ciudades y pueblos más importantes de Sudán del Sur

Sudán del Sur está mayoritariamente cubierto por bosques tropicales, pantanos y pastizales. El Nilo Blanco atraviesa el país, pasando por la ciudad capital Yuba.
La mitad del agua del Nilo Blanco se pierde en los pantanos en tanto que la vegetación la absorbe o los animales la beben. El Sudd, los pantanos de Bar el Gazal y del río Sobat proporcionan significantes recursos para los animales salvajes y el ganado.
Desde la independencia en 2011, el principal recurso del Sudán del Sur, el petróleo se ha producido de forma irregular debido a la inseguridad. En 2013 la producción fue de 240.000 barriles diarios, pero en 2014-2015 descendió a 160.000 barriles. Aunque un acuerdo de paz en 2016 hizo que aumentara la producción, el descenso en los precios del petróleo dificulta el crecimiento económico del país.
En 2015, la producción neta de cereales del país fue de 921.000 toneladas, sobre un área cultivada de 1.015.083 hectáreas, con un déficit de 380.700 toneladas sobre las necesidades de la población. La mecanización a gran escala solo se practica en el Alto Nilo.

## Población y salud

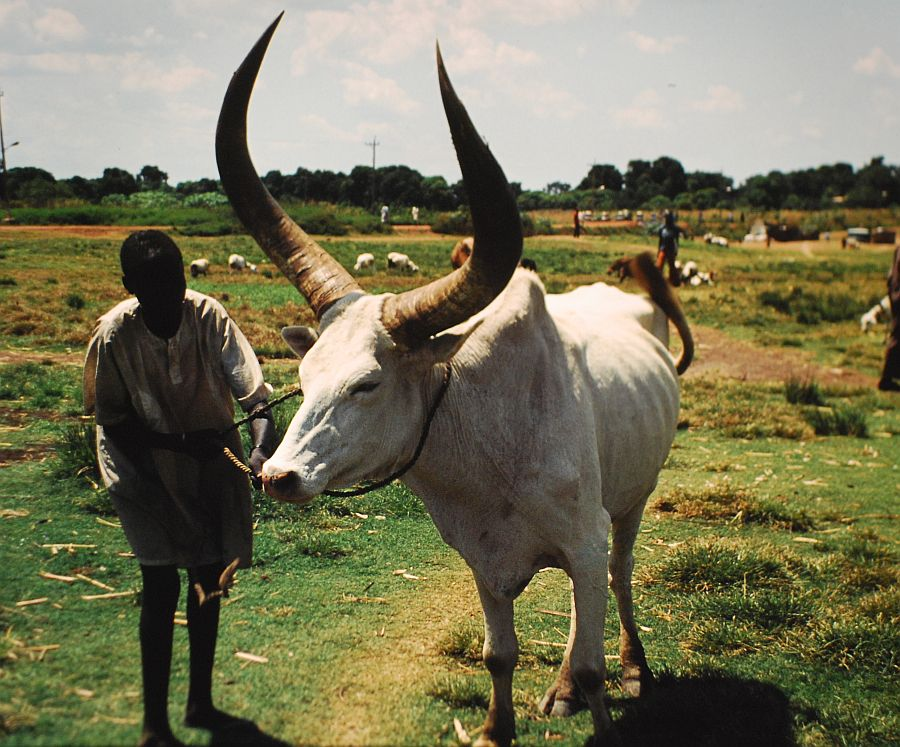
Dinka y su vaca de raza abigar en Sudán del Sur

En julio de 2017, la población de Sudán del Sur se estimaba en 13.026.129 hab. En 2016, la población era de 12.230.730 personas.
Los grupos étnicos principales en 2011 eran dinka (35,8%), nuer (15.6%), shilluk, azande, bari,  kakwa, kuku, murle, mandari, didinga, ndogo, bviri, lndi, anuak, bongo, lango, dungotona, acholi, baka y fertit.
El 44,37% de la población tiene menos de 14 años, 5,72 millones de personas, de los que 2,947 millones son hombres y 2,831 millones son mujeres. En la franja de 25 a 54 años (3.845.400 personas), la proporción se invierte: 1,869 millones de hombres y 1,983 millones de mujeres. La edad media de la población es de 17 años. El 80% de la población vive en zonas rurales.
El idioma oficial es el inglés, se añaden lenguas arábigas y lenguas regionales de las distintas etnias. Las religiones son el cristianismo y animistas. En 2009, el 27% de la población sabía leer y escribir, el 40% de los hombres y el 16% de las mujeres. En 2010, el 27,6% de los niños estaban subalimentados. 
En 2017, la tasa de natalidad de Sudán del Sur era de 35,5 nacimientos por 1000 hab. en un año, contra una tasa de natalidad mundial media de 19 nacimientos por 1000 personas, y en la Unión Europea de 12 nacimientos por 1000 hab. La tasa de mortalidad era de 7,7 personas por 1000 hab por año, la media mundial, con una tasa de crecimiento poblacional del 3,8% sobre una tasa de crecimiento mundial del 1,2%.
En 2015, solo el 6,7% de la población tenía acceso a la sanidad. En 2017, la tasa de mortalidad infantil durante el nacimiento era de 58,1 por 1000, y de 91 por 1000 en menores de 5 años, contra una media mundial de 41, y una media en España de 3,3 por 1000. En el peor de los casos, en Somalia, es de 132 muertes por cada 1000 niños menores de 5 años. La tasa de mortalidad maternal durante el parto era de 789 por 100.000.
En 2016, el sida afectaba al 2,7% de la población. Las enfermedades infecciosas más comunes eran las diarreas causadas por bacterias y protozoos, la hepatitis A y E y la fiebre tifoidea. Las enfermedades de transmisión por insectos más corrientes, la malaria, el dengue y la tripanosomiasis africana o enfermedad del sueño. Por contacto con aguas infectadas, la esquistosomiasis. Entre las enfermedades respiratorias causadas por bacterias, la meningitis meningocócica. Y por contacto con animales, la más común era la rabia.
Desde el conflicto iniciado en 2013, la distribución geográfica de la población ha cambiado: en diciembre de 2015 unas 2,3 millones de personas habían abandonado sus hogares por causa de la inseguridad, de los cuales 1,7 millones habían huido a los países vecinos, Etiopía, Sudán, Uganda y Kenia. La mayor parte de refugiados que huyeron del país se produjo en el primer semestre de 2014, el 70% menores de 18 años.

## Grupos étnicos de Sudán del Sur

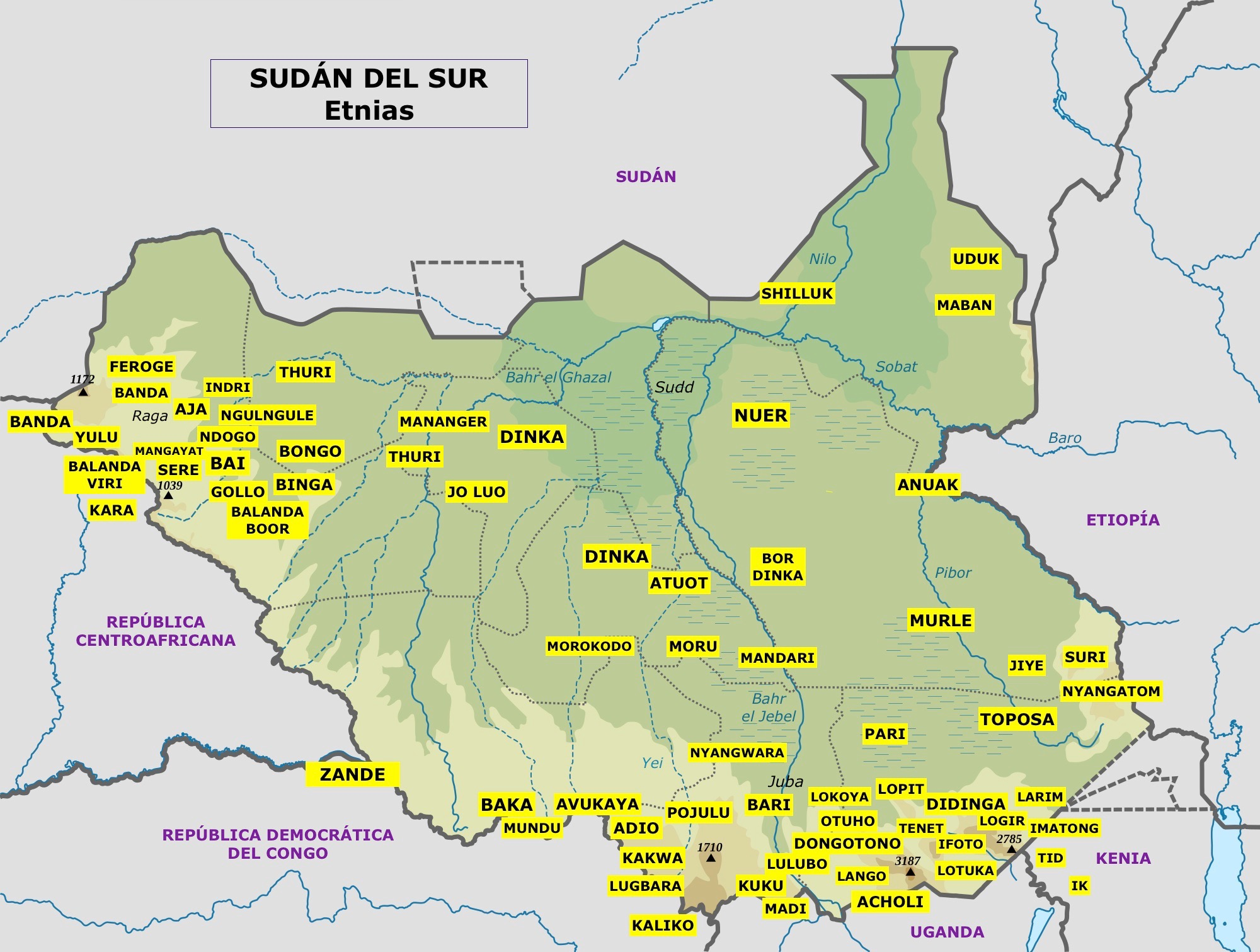
Etnias del Sudán del Sur

Sudán del Sur tiene una extensión de unos 620.000 km² y una población en 2016 según censo de 2008 de poco más de 8 millones de habitantes, pero siempre se ha considerado subestimada y en 2016 la estimación era de 12.230.730 habitantes. Se estima que en el conjunto de Sudán (incluido el norte y el sur) hay 597 grupos étnicos que hablan unas 400 lenguas y dialectos. En Sudán del Sur, por su parte, hay 64 grupos étnicos importantes.
Acholi,
Adio (Makaraka),
Aja,
Anyuak (Anyuaa),
Atuot (Reel),
Avukaya,
Azande,
Bai,
Baka,
Balanda-Boor,
Balanda-Bviri,
Banda,
Bari,
Binga,
Bongo,
Didinga,
Dinka (Jieng),
Dongotona,
Feroghe,
Gollo,
Ifoto,
Imatong,
Indri,
Jiye,
Jur (Beli & Modo), 
Jurchol (Luo),
Kakwa,
Kara,
Keliku,
Kuku,
Lango,
Larim (Boya),
Logir,
Lokoya,
Lopit,
Lotuka (Otuho),
Lugbwara,
Lulubo,
Maban,
Madi,
Mananger,
Mangayat,
Moro,
Moro Kodo,
Mundari,
Mundu,
Murle,
Ndogo,
Ngulngule,
Nuer (Naath),
Nyangatom,
Nyangwara,
Pari,
Pojullo,
Sere,
Shatt,
Shilluk (chollo),
Suri (kachipo),
Tenet,
Tid,
Toposa,
Uduk,
Woro y
Yulu.

## Estados de Sudán del Sur desde 2017

Los 32 estados de Sudán del Sur creados por decreto en enero de 2017 sobre las tres regiones históricas con distinto color.

Los diez estados de Sudán del Sur entre 2011 y 2015 sobre las tres regiones históricas en color.

Los estados de Sudán del Sur se crearon a partir de tres regiones históricas, Bar el Gazal, Equatoria y el Gran Alto Nilo. En octubre de 2015, el presidente de Sudán del Sur, Salva Kiir Mayardit establece por decreto 28 estados en lugar de los 10 estados previos. El decreto establece la división según líneas étnicas, pero en enero de 2017, el número de estados aumenta a 32.

### Estados de Ecuatoria
- Imatong; capital: Torit; condados: Lopa, Torit, Ikotos y Magwi.
- Kapoeta; capital: Kapoeta; condados: Kapoeta Septentrional, Kapoeta Oriental, Kapoeta Meridional y Budi.
- Maridi; capital: Maridi; condados: Maridi e Ibba.
- Amadi; capital: Mundri; condados: Mvolo, Mundri Occidental y Mundri Oriental.
- Gbudwe; capital: Yambio; condados: Yambio, Ezo, y Anzara.
- Tambura; capital: Tambura; condados: Tambura y Nagero.
- Jubek; capital Juba; condados: Juba (comunidades Bari, Lokoya y Nyangwara).
- Terekeka; capital: Terekeka; condados: Terekeka, Jemeiza, Gwor, Tali y Tigor.
- Río Yei; capital: Yei; condados: Yei, Lainya, Morobo y Kajo-Keji.

### Estados deBar el Gazal
- Wau; capital: Wau; condados: Jur River y Bagari.
- Aweil; capital: Aweil; condados: Aweil Meridional y Aweil Central.
- Lol; capital: Raga; condados: Raga, Aweil Septentrional y Aweil Occidental.
- Aweil Oriental; capital: Wanjok; condados: Aweil Oriental.
- Twic; capital Mayen-Abun; condados: Twic.
- Gogrial; capital: Kuacjok; condados: Gogrial Occidental y Gogrial Oriental.
- Tonj; capital: Tonj; condados: Tonj North, Tonj Oriental y Tonj Meridional.
- Lagos Oriental; capital: Yirol condados: Yirol Oriental, Yirol Occidental y Awerial.
- Lagos Occidental; capital: Rumbek; condados: Rumbek Septentrional, Rumbek Oriental, Rumbek Central y Wulu.
- Gok; capital: Cueibet; condados: Cueibet.

### Estados delAlto Nilo
- Liech Norte; capital: Bentiu; condados: Mayom, Koch, Rubkona y Guit.
- Liech Sur; capital: Leer; condados: Mayendit, Leer y Panyijiar.
- Ruweng; capital: Panriang; condados: Panriang y Abiemnhom.
- Jonglei; capital: Bor; condados: Duk, Bor y Twic Oriental.
- Nilo Occidental; capital: Kodok; condados: Kodok y Manyo.
- Alto Nilo Septentrional; capital: Renk; condados: Renk, Maban y Melut.
- Alto Nilo Central; capital Malakal; condados: Akoka, Pigi, Baliet y Panyikang.
- Fangak; capital: Ayod; condados: Ayod, y Fangak.
- Bieh; capital: Waat; condados: Uror y Nyirol.
- Akobo; capital: Akobo; condados: Akobo.
- Maiwut; capital: Maiwut; condados: Longuchuk, Maiwut y Koma.
- Latjor; capital: Nasir; condados: Ulang y Nasir.
- Boma; capital: Pibor; condados: Pochalla y Pibor.